# گنگاچارا
گنگاچارا (به لاتین: Gangachara) یک منطقهٔ مسکونی در بنگلادش است که در ناحیه رنگ‌پور واقع شده‌است. گنگاچارا ۲۷۲٫۲۸ کیلومتر مربع مساحت و ۲۵۹٬۸۵۶ نفر جمعیت دارد.